# SBA Airlines
Pour les articles homonymes, voir BBR.
Con calidez venezolana
SBA Airlines (code AITA : S3, code OACI : BBR), était une compagnie aérienne du Venezuela.

## Histoire
La compagnie a été créée le 1er novembre 1995 sous le nom de Santa Bárbara Airlines, et a commencé ses opérations à partir du 1er mars 1996. Elle était auparavant détenue par Islas Airways jusqu'en septembre 2006.
À la suite de l'accident du vol 518, survenue le 21 février 2008, la compagnie entame un nouveau programme de relations publiques et adopte un nouveau nom commercial, abandonnant celui de Santa Barbara Airlines.

## Destinations
Canada
- Toronto

 Allemagne
- Francfort-sur-le-Main

 Argentine
- Buenos Aires

 Aruba
- Orangestad

 Équateur
- Quito

 Venezuela
- Caracas

 Colombie
- Bogota

 France
- Paris

 Espagne
- Compostelle santígüelo
- Madrid
- Tenerife

 États-Unis
- Miami
- New York
- Los Angeles
- Houston
- Orlando

 Royaume-Uni
- Londres
- Manchester

 Italie
- Rome

 Mexique
- Mexique ciudad

 Panama
- Panama City

 Pologne
- Varsovie

 Portugal
- Lisbonne
- Funchal

## Partenariat
Partages de codes avec les compagnies suivantes :
- Spanair (JB)
  - sur les destinations suivantes : Oviedo, Barcelone, Santiago de Compostele, Vigo, Alicante, Ibiza, Málaga, Palma de Majorque, Valencea, La Corogne, Jerez de la Frontera, Girone, Almeria, Granadea, Bilbao, Tenerife, Las Palmas, Fuenteventura, Lanzarote, Santa Cruz de la Palma et San Sebastian.
- Air Europa (UX)
  - sur les destinations suivantes : Málaga, Barcelone, Bilbao, Palma De Mallorca, París, Rome, Milan, Valence, Alicante, Tenerife, Las Palmas, Fuenteventura, Lanzarote et Santa Cruz de la Palma
- Aserca Airlines (R7)
  - sur les destinations suivantes : (Via Caracas) Barcelona, Puerto Ordáz, Porlamar, Maracaibo, San Antonio, Saint Domingo, Maturín, Barquisimeto, Valencia.

## Flotte
| Appareil       | En service | Commandes | Passagers | Notes                                      |  |
| -------------- | ---------- | --------- | --------- | ------------------------------------------ |  |
| Boeing 767-300 | 3          | 0         | 18/23/213 | En leasing                                 |  |
| Boeing 757-200 | 4          | 0         | 24/00/174 | 1 appareil opéré par Icelandair pour Miami |  |
| Total          | 7          | 0         |           |                                            |  |

## Crash du21 février 2008
Le 21 février 2008, un ATR 42 s'écrase peu après son décollage de Mérida au Venezuela. Il n'y aura aucun survivants parmi les 46 personnes à bord. L'avion était le plus ancien de la compagnie et datait de 1986. Il avait été acheté par Santa Barbara Airlines fin 2005.